# Xúc xích Viên

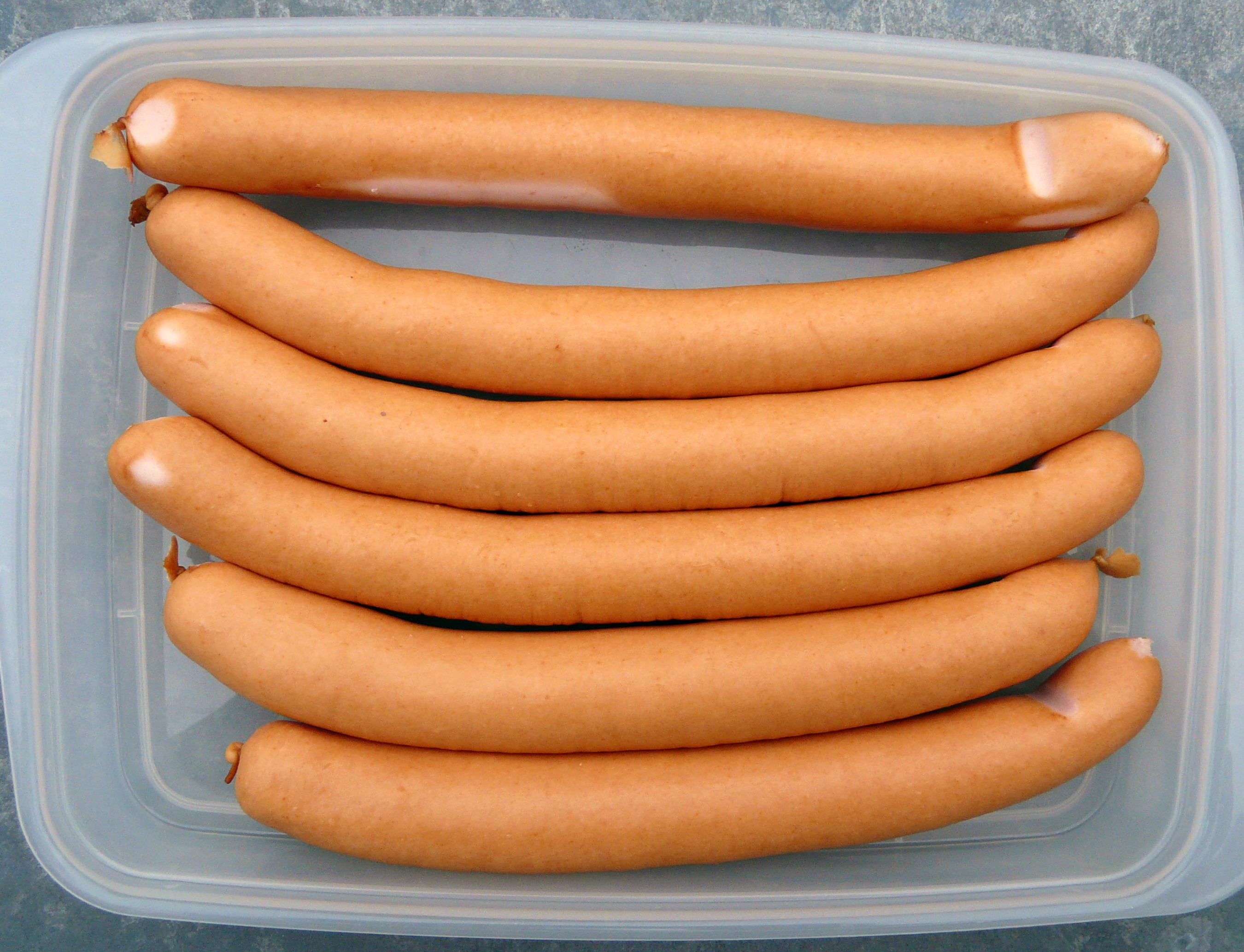
Xúc xích Viên hun khói

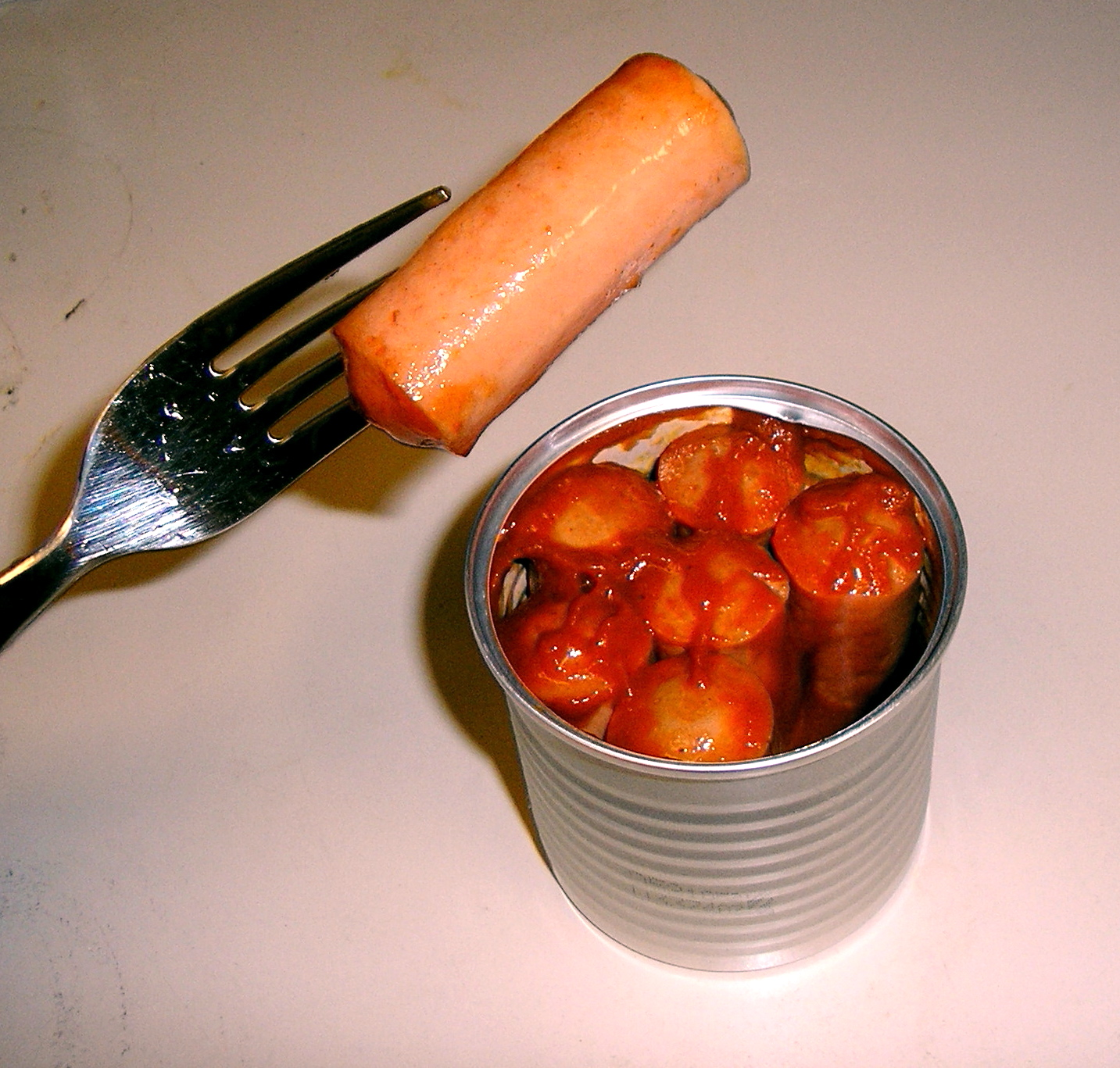
Xúc xích Viên chấm tương cà chua ở Bắc Mỹ

Xúc xích Viên (tiếng Đức: Wiener Würstchen, Wiener; Tiếng Đức Viên/Áo: Frankfurter Würstel hay Würstl; Tiếng Đức Thụy Sĩ: Wienerli; Swabia: Wienerle hay Saitenwurst) là một loại xúc xích mỏng đun sôi nửa chừng (hay nói cách khác là "luộc sơ") truyền thống làm từ thịt heo và thịt bò, được nhồi trong lớp vỏ ruột cừu, sau đó đem đi hun khói ở nhiệt độ thấp. Wiener là một từ tiếng Đức, có nghĩa là ngôn ngữ Viên. Ở Áo, thuật ngữ "Wiener" không phổ biến đối với mặt hàng thực phẩm này, thay vào đó chúng thường được gọi với cái tên Frankfurter Würstl.
Nguyên liệu, cách chế biến, kích cỡ và hương vị có thể khác nhau tùy theo nhà sản xuất hoặc khu vực bán.

## Châu Âu
Tại một số quốc gia châu Âu, xúc xích wiener nấu chín thường được hun khói, mua tươi từ siêu thị, cửa hàng bán đồ ăn nhanh hay cửa hàng bán thịt có thể được gọi bằng một cái tên (chẳng hạn như bằng tiếng Đức hoặc tiếng Pháp) mà dịch ra là "xúc xích Viên". Theo truyền thống, chúng được làm từ giăm bông tẩm gia vị, nhưng ở Đông và Nam Âu thì thịt gà hoặc gà tây nhồi frankfurter được sử dụng phổ biến hơn. Loại xúc xích wiener bày bán dưới dạng xúc xích Viên ở châu Âu có hương vị và kết cấu rất giống món "hot dog" (hoặc "frankfurter") ở Bắc Mỹ, nhưng thường dài và mỏng hơn với lớp vỏ rất nhẹ, có thể ăn được. Xúc xích Viên kiểu Âu cho vào trong một chiếc bánh mì dài (kipfel) cùng với gia vị thường được gọi là "hot dog" (ám chỉ đến toàn bộ món bánh chứ không đề cập đến loại xúc xích mà bánh sử dụng). Còn ở Na Uy, người ta nhồi xúc xích wiener vào trong một chiếc bánh lompe lefse rồi thưởng thức.

## Bắc Mỹ

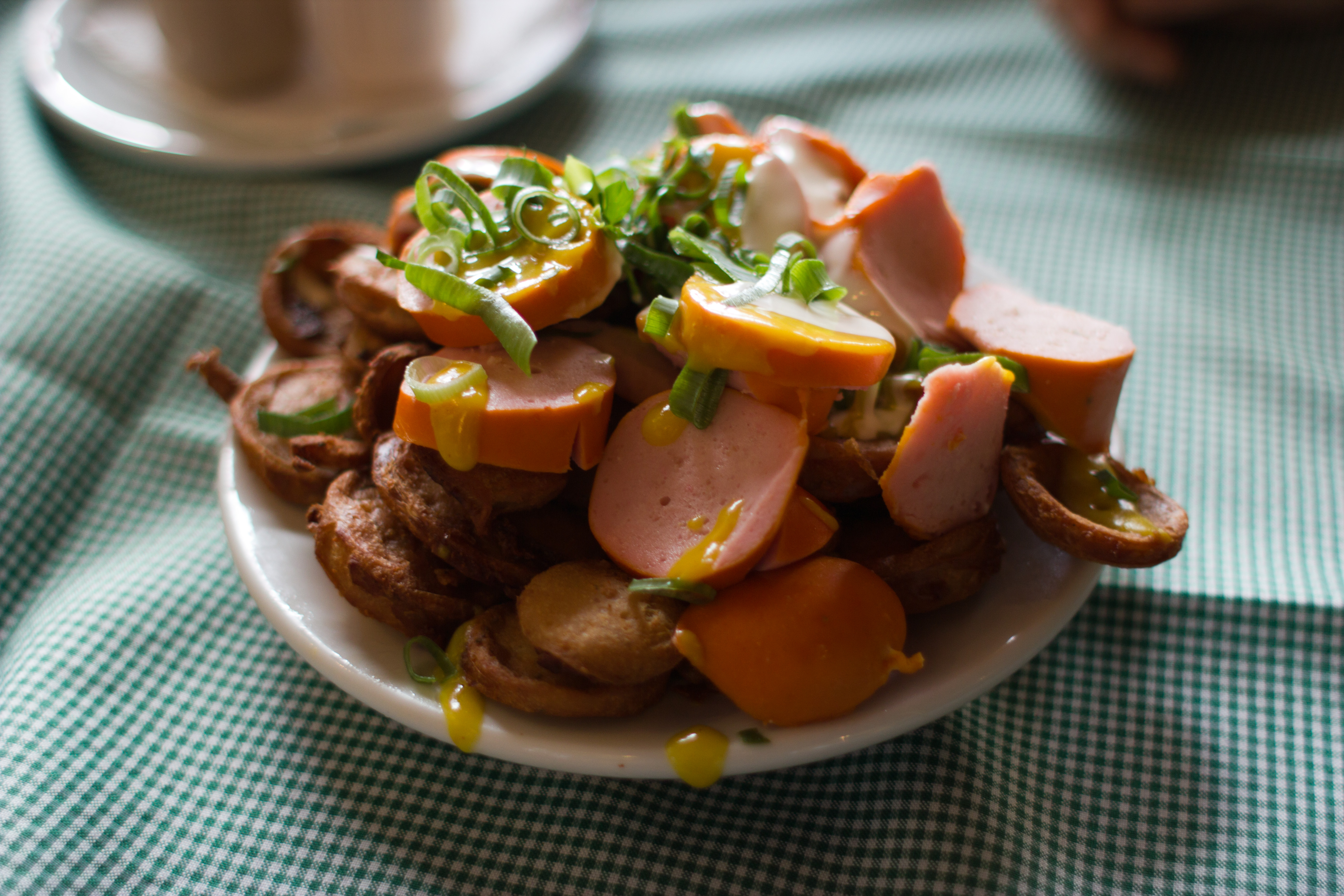
Xúc xích Viên với mù tạt

Sau khi được những người nhập cư châu Âu mang đến Bắc Mỹ, từ "xúc xích Viên" chỉ đơn thuần là ám chỉ đến các loại xúc xích wiener hun khói và đóng hộp nhỏ hơn và ngắn hơn nhiều, chứ không có nghĩa là xúc xích kiểu xâu chuỗi (bắt đầu từ năm 1903). Tuy nhiên, xúc xích ở mỗi bang không có tính đồng nhất với nhau. Xúc xích Viên ở Bắc Mỹ có cách chế biến tương tự như xúc xích wiener thịt heo, được nghiền mịn thành hỗn hợp sệt rồi trộn với muối cùng các loại gia vị khác nhau, chẳng hạn như đinh hương, rau mùi, nhục đậu khấu, bột tỏi, bột hành và ớt đỏ khô nghiền mịn. Xúc xích được nhồi vào trong một lớp vỏ dài (đôi khi được hun khói), luôn được nấu nhừ và sau những năm 1950, những chiếc vỏ này dần được loại bỏ. Xúc xích sau đó được cắt thành các đoạn ngắn để đóng hộp và nấu thêm. Người ta có thể tìm thấy món ăn ở hình thức chế biến sẵn đơn giản (ở dạng gelatin, tương tự như aspic) hoặc với nhiều loại hương liệu, chẳng hạn như chất lỏng xông khói, mù tạt, ớt hoặc nước sốt thịt nướng. Hoạt động tiêu thụ xúc xích Viên đạt đến đỉnh điểm vào thập niên 1940-1970, nhưng đã giảm dần kể từ đó.